# Burgundio de Pisa
Burgundio de Pisa (en latín, Burgundio o, erróneamente, Burgundius) fue un jurista italiano del siglo XII. En 1136 fue embajador de  Pisa en Constantinopla. Fue profesor en París, y en 1179 asistió al III Concilio de Letrán. Fallece a muy avanzada edad en 1193.

## Biografía
Fue un distinguido erudito del idioma griego, y de acuerdo a lo que menciona Odofredus se cree tradujo al latín, de las Pandectas poco tiempo después que fueron llevadas a Bologna, los varios fragmentos griegos que las mismas contienen, a excepción de aquellos en el libro número 27, cuya traducción se atribuye a Modestino. Las traducciones al latín de Burgundio fueron recibidas en Bologna como una parte integral del texto de las Pandectas, y forman parte de la que se conoce como Pandecta Vulgata para diferenciarla del texto de la  Florentina.
Además, tradujo del griego al latín la Exposición de la Fe Ortodoxa de Juan Damasceno; Sobre la naturaleza humana de Nemesius de Emesa;
Sobre las complexiones de Galeno; los Libros 6 al 8 (sobre la elaboración del vino) de la Geoponica; y las homilías de Mateo y de Juan, obra de Juan Crisóstomo.